# Kea Nunataks
Kea Nunataks är nunataker i Antarktis. De ligger i Östantarktis. Nya Zeeland gör anspråk på området.